# Turturconchata reticulata
Turturconchata reticulata är en svampart som beskrevs av J.L. Chen, T.L. Huang & Tzean 1999. Turturconchata reticulata ingår i släktet Turturconchata, divisionen sporsäcksvampar och riket svampar.   Inga underarter finns listade i Catalogue of Life.